# Norges rigsregalier
De norske kronregalier, også kaldet rigsregalierne, er en norsk statseje kunstsamling som udgør kongemagts værdighedstegn. 

## Beskrivelse
Samlingen består af ni regalier. De omfatter tre kroner, kongekrone, dronningkrone og arvefyrstekrone (kronprinskrone). Videre indgår et salvingshorn, et rigssværd, kongens scepter, dronningens scepter, kongens rigsæble og dronningens rigsæble. Desuden opbevares nogle andre skatter sammen med dem, blandt andet et rigsbanner og en marskalstav. Kongens og dronningens regalier er lavet i Sverige, og det samme er salvingshornet. Rigssværdet tilhørte Carl Johan, og arvefyrstekronen er lavet i Norge. Kongekronen ble brugt under Carl Johans kroning 1818, Karl IVs i 1860 og Oscar IIs i 1873. De sidste som bar regalierne var Haakon VII og Maud af Norge. Arvefyrstekronen har faktisk aldrig vært brugt. Nogle af regalierne har imidlertid vært taget frem og udstillet i forbindelse med dødsfald i kongefamilien og i under signingerne af Olav V og Harald V. Regalierne er udstillet i Rigsregalieudstillingen i Ærkebispegården i Trondheim.

## Historie
Kroningsregalierne blev først brugt i Norge ved kongekroninger i middelalderen. Efter reformationen blev de danske unionskonger ikke kronet i Norge, men da Grundloven blev vedtaget 17. maj 1814, blev det slået fast at Norges konge skulle krones i Nidarosdomen i Trondheim. Sverige og kong Karl Johan godtog dette kravet i den reviderede Grundlov af 4. november 1814.
De middelalderlige kronregalier var for længst gået tabt, så Karl Johan fik for egne midler lavet ny kongekrone, rigssværd, scepter og rigsbanner til sin kroning i Nidarosdomen 7. september 1818. Regalierne blev lavet af Erik Adolf Zethelius, indehaver af Stockholms største guldsmedfirma. Kronen ble laget i massivt guld og de øvrige regalier i forgyldt sølv. Kronprins Oscar bar en svensk arvefyrstekrone under kroningen.
Dronning Desideria var ikke tilstede under kroningen. Hun brød sig ikke om det kolde Norden og holdt til i Paris helt til 1823. Hun blev derfor ikke kronet i Stockholm før i 1829, med planlagt kroning i Nidarosdomen året efter. Stortinget bestilte og fik leveret dronningens krone, scepter og rigsæble fra guldsmed Erik Lundberg i Stockholm, men kroningen fandt aldrig sted.
Ved kong Oscars planlagte kroning i 1846 ønsket Stortinget at kronprins Karl IV skulle få en norsk arvefyrstekrone. Denne blev leveret af Herman Colbjørnsen Øyset efter tegning af Johannes Flintoe. Imidlertid blev Oscars kroning i Nidarosdomen stadig udsat og fandt aldrig sted, da biskop Riddervold modsatte sig at krone den katolske dronning Josefine. Derfor er arvefyrstekronen aldrig blevet brugt ved nogen kroning.
Regalierne blev brugt igen ved kroningen af kong Karl IV og dronning Louise i 1860, Oscar II og dronning Sofie i 1873, og Haakon VII og dronning Maud i 1906. Kroningsparagraffen i Grundloven blev ophævet i 1908, og regalierne har efter dette ikke haft nogen officiel funktion.
Ved kong Olavs signing i Nidarosdomen i 1958, blev regalierne placeret på korsalteret i vestskibet, symbolsk i god afstand fra højkoret, der signingen fandt sted. Ved kong Olavs bortgang i 1991 blev regalierne udstillet ved hans kiste på Akershus slot.
Da kong Harald V og dronning Sonja blev signet i Nidarosdomen den 23. juni 1991, var kongekronen og dronningekronen placeret på hver sin side af højalteret.

## Opbevaring
Karl Johan ønsket at kronregalierne skulle opbevares i Nidarosdomen. Her blev de opbevaret i det som i dag kaldes Kvinnenes Minnekapell frem til 1825. Kirken var imidlertid fugtig og i dårlig forfatning, og regalierne blev da flyttet til det såkaldte regalierum i Ærkebispegården, lige ved domkirken. Efter nogle få år blev de imidlertid flyttet til Munks tårn på Akershus fæstning i Oslo, hvor de blev opbevaret øverst i "Regalierummet", før de blev overført til Finansdepartementet og flyttet til hvælvingen i Norges Banks hovedkontor (fra 1897 afdelingskontor) i Trondheim. I dag huser denne bygningen Videncenteret i Trondheim. Her lå regalierne i næsten 150 år uden at blive vist frem for offentligheden undtaget ved offentlige ceremonier. Så vidt man ved, lå regalierne der også under 2. verdenskrig, tilsyneladende uden at den tyske okkupationsmagten var klar over dette.
I 1988 blev regalierne flyttet til Nidarosdomen, hvor de under betydelige sikkerhedstiltag har været udstillet for turister og besøgende i nordvestre del af Ærkebispegården. Omplaceringen til Nidarosdomen markerede domkirkens stilling som Norges kroningskirke.
Imidlertid var konserveringsvilkårene ikke ideelle, og regalierne blev til slut flyttet til en permanent Rigsregalieudstilling i Ærkebispegården som blev åbnet ved 100-års-markeringen for kroningen af kong Haakon og dronning Maud i juni 2006. Her er også rigsbanneret udstillet, efter at dette blev genfundet på Akershus slot efter at have været forsvundet i mange år.
I 2003 blev ansvaret for rigsregalierne overført til Kultur- og kirkedepartementet. Det udøvende ansvar for regalierne varetages af Nidaros Domkirkes Restaureringsarbeider.